# Royaucourt-et-Chailvet
 Royaucourt-et-Chailvet  là một xã ở tỉnh Aisne, vùng Hauts-de-France thuộc miền bắc nước Pháp.